# Santa della Pietà
Santa della Pietà, död 1774, var en italiensk kompositör. 
Hon var ett hittebarn som tidigt blev intagen i Ospedale della Pietà, där hon fick en fullständig musikalisk utbildning från tidig barndom i kören, musikskolan knuten till klostret. Hon är känd för att ha varit altsolist, violinist och kompositör under Giovanni Portas, Nicola Porporas och Andrea Bernasconi tid som skolans rektorer. Hon studerade violin med Anna Maria della Pietà och för att ha efterträtt henne som dirigent för skolorkestern omkring 1740. Under denna period framförde hon minst sex av konserterna som Antonio Vivaldi skrev för Anna Maria. Endast ett verk har bevarats än idag, en bearbetning i D av Psalm 113.